# Buste de Maurice Haquette
Le buste de Maurice Haquette est une sculpture en bronze de 1883 de l'artiste français Auguste Rodin, mesurant 53,5 × 26,7 × 41,1 cm. Il est conservé au musée Soumaya à Mexico.
Haquette a enseigné la peinture et l'aquarelle à la manufacture de Sèvres, où il s'est lié d'amitié avec Rodin. Lorsque Rodin a exposé L'Âge d'airain au Salon de Paris de 1877, il a été considéré comme si réaliste que certains l'ont accusé de mouler directement à partir du corps humain. Haquette a défendu Rodin contre ces allégations juste après l'arrivée de ce dernier à Bruxelles.